# Alvaradoa haitiensis
Alvaradoa haitiensis är en tvåhjärtbladig växtart som beskrevs av Ignatz Urban. Alvaradoa haitiensis ingår i släktet Alvaradoa och familjen Picramniaceae. Inga underarter finns listade.